# Christian Lovén (läkare)
Otto Christian Lovén, född 12 mars 1835 i Klara församling, Stockholm, död 25 juni 1904 i Boo församling, Stockholms län (folkbokförd i Hedvig Eleonora församling, Stockholms stad), var en svensk läkare och politiker. Han var son till Lars Johan Lovén.

## Biografi
Lovén blev student vid Uppsala universitet 1852, studerade vid Karolinska institutet i Stockholm, där han blev kirurgie magister 1861 och blev därefter medicine doktor i Lund 1863 på avhandlingen Studier och undersökningar över benvävnaden förnämligast med afseende på dess utveckling. Under sin studietid var han mycket god vän med Anders Retzius och var under ett par års tid tillförordnad adjunkt i anatomi och fysiologi vid Karolinska institutet. Därjämte företog han 1857–1858 en längre resa, under vilken han bland annat besökte flera av utlandets främsta medicinska skolor, och deltog 1860–1861 som läkare i korvetten "Najadens" expedition till Sydamerika och Västindien, varifrån han hemförde betydande zoologiska samlingar. År 1863 utnämndes han till adjunkt i anatomi och fysiologi samt 1874 till förste innehavare av den nyinrättade professuren i fysiologi vid nämnda institut, där han några år tidigare hade inrättat ett fysiologiskt laboratorium. Under läsåret 1865–1866 studerade han fysiologi i utlandet, huvudsakligen i Leipzig, och företog 1872 en resa till kontinenten för att ta kännedom om de fysiologiska institutionernas inrättning och den fysiologiska undervisningen.
Lovéns vetenskapliga arbeten, vilka berör både anatomin och fysiologin, är för sin tid av stort värde. Bland dem märks Undersökningar om arterutvidgning såsom följd af nervretning (i "Hygiea", 1866), upptäckterna av smaknervernas periferiska andorgan (Bidrag till kännedom om tungans smakpapiller; i "Medicinskt archiv", 1867) och av Lymfvägarna i magsäckens slemhinna (i "Nordiskt medicinskt arkiv", 1870, 1873), Undersökningar öfver lungornas vitala medelställning (1872), Om kapillarelektrometern och qvicksilfvertelefonen (1879), Om naturen af de voluntära muskelkontraktionerna (1881), Om muskeltonen vid intermittent elektrisk retning (samma år) och Om hjertförmakets förhållande vid direkt retning med enstaka induktionsslag (1884). De flesta av hans arbeten trycktes i Nordiskt medicinskt arkiv. Hans Anatomische und physiologische Arbeiten utgavs i Leipzig 1906. Genom utgivande av populära skrifter (Om blodet, i "Ur vår tids forskning", 1876; Menniskokroppens byggnad och förrättningar, översatt och bearbetad efter Thomas Henry Huxley, 1871) bidrog Lovén på ett starkt till att bland allmänheten sprida intresset för naturvetenskaperna.
Åren 1884–1886 var Lovén Karolinska institutets inspektor, varefter han lämnade sin tjänst vid Karolinska institutet. Lovén var ledamot av Vetenskapsakademien (1877) och av Lantbruksakademien (1882; sekreterare 1884–1902 hedersledamot 1904). Lovén var riksdagsledamot i andra kammaren för Stockholms stads valkrets 1891–1893 samt 1897–1899. Åren 1891–1893 tillhörde han Andra kammarens center, men 1897 anslöt han sig till Frihandelsvänliga centern och senare till den liberalt präglade Friesenska diskussionsklubben. I riksdagen uppträdde han som frihandels- och försvarsvän.
Han avled år 1904 på sitt lantställe Korsudden vid Skurusund i Boo nära Stockholm.

## Priser och utmärkelser
- 1872 – Letterstedtska priset för översättningen av Huxleys Menniskokroppens byggnad och förutsättningar